# Samsung Galaxy Fold
Das Samsung Galaxy Fold (Codename: Winner) ist das erste faltbare Smartphone von Samsung Electronics. Es ist ein hybrid eines Smartphones und Tabletcomputers und wurde zuerst am 20. Februar 2019 vorgestellt. Die Software basiert auf dem Betriebssystem Android von Google. Seine Markteinführung wurde auf „unbestimmte Zeit“ verschoben, nachdem Tester teilweise nach einer Nutzungsdauer von einem oder wenigen Tagen Beschädigungen am faltbaren Display festgestellt hatten. Der Einführungspreis des Smartphones betrug 2000 US-Dollar. Seit dem 18. September 2019 ist das Smartphone in Deutschland zum Preis von 2.100 Euro erhältlich. Der Nachfolger, das Samsung Galaxy Z Fold 2, wurde am 18. September 2020 veröffentlicht.

## Spezifikationen

### Prozessor und Grafik
Beim Samsung Galaxy Fold wird in der deutschen Version ein Samsung Exynos 9820 verwendet. Es handelt sich um einen Octa-Core Prozessor mit zwei eigenen Samsung Mongoose Performance Kernen, die mit bis zu 2,7 GHz takten, zwei ARM Cortex-A75 Performance Kernen mit bis zu 2,3 GHz und vier ARM-Cortex A55 Stromsparkernen mit bis zu 1,9 GHz. Der Prozessor gilt als einer der stärksten des Jahres 2019 und kann sich im Singlecore Test gegen den Qualcomm Snapdragon 855 durchsetzen; im Multicore Test sind beide Prozessoren etwa gleich auf. Der Exynos 9820 verfügt über eine integrierte Grafikeinheit, die ARM Mali-G76 MP12. Sie besitzt zwölf Cluster; jeder Cluster soll doppelt so schnell sein, wie der einer Mali-G72. Sie zählt derzeit zu den schnellsten Grafikeinheiten für Android-Smartphones. In den USA, Kanada, China und Japan wird der Qualcomm Snapdragon 855 verbaut.

### Speicher
Das Galaxy Fold besitzt 12 Gigabyte Arbeitsspeicher und 512 Gigabyte internen Gerätespeicher, wovon circa 460,5 Gigabyte genutzt werden können.

## Kritik
Im Nachgang des technischen Desasters wurde Samsung auch für sein Krisenmanagement kritisiert: Einen Bericht des Portals iFixit, in dem das Gerät als „fragil“ und fast nicht reparierbar bezeichnet wurde, hat Samsung entfernen lassen. Der Versuch gegen kritische Stimmen vorzugehen erinnere an den Streisand-Effekt, der oft zu nur noch mehr Aufmerksamkeit führe.